# 波森氏奇南極鰧
波森氏奇南極鰧為輻鰭魚綱鱸形目南極魚亞目南極魚科的其中一種，分布於南冰洋區，包括斯科舍海、威德爾海、南極半島等海域，棲息深度390-850公尺，體長可達18.5公分，為深海魚類，以浮游生物為食，生活習性不明。